# Constanze Grobe
Elisabeth Constanze Grobe, auch Konstanze Grobe bzw. Constanze Gröbe, (13. Dezember 1877 in Weimar – nach 1923) war eine deutsche Schauspielerin.

## Leben
Grobe, die Tochter eines Möbelfabrikanten, nahm dramatischen Unterricht bei Clara Lehfeld. Sie debütierte als „Helene“ im Glück im Winkel in Halle. 1898 kam sie nach Dessau und 1900 ans Hoftheater in Darmstadt (Debütrolle „Elisabeth“ in Don Carlos). 1901 wechselte sie nach Königsberg. Ihr Lebensweg nach 1902 ist unklar, 1921 und 1924 taucht sie in zwei Stummfilmen auf. 
Nach Eisenberg war sie "eine verständige, tüchtige Schauspielerin, die ihr Fach erfolgreich beherrscht[e]". Er nennt ihre Darstellung der „Jungfrau von Orleans“, „Clärchen“, „Julia“, „Gretchen“ und „Judith“ "sympathische Leistungen".

## Filmografie
- 1921: Tischlein deck dich, Eselein streck dich, Knüppel aus dem Sack
- 1924: Die Radio-Heirat